# サルヴァトーレ・リスポリ
サルヴァトーレ・リスポリ（イタリア語: Salvatore Rispoli、1745年 - 1812年）は、イタリアのオペラ作曲家。ナポリで生まれ同地で没した。

## 主な作品
オペラ
- Il trionfo de' pupilli oppressi(1782年)
- Nitteti(1782年)
- Ipermestra(1785年)
- Idalide(1786年)
- Il trionfo di Davide(1787年)